# Ayumi Hamasaki

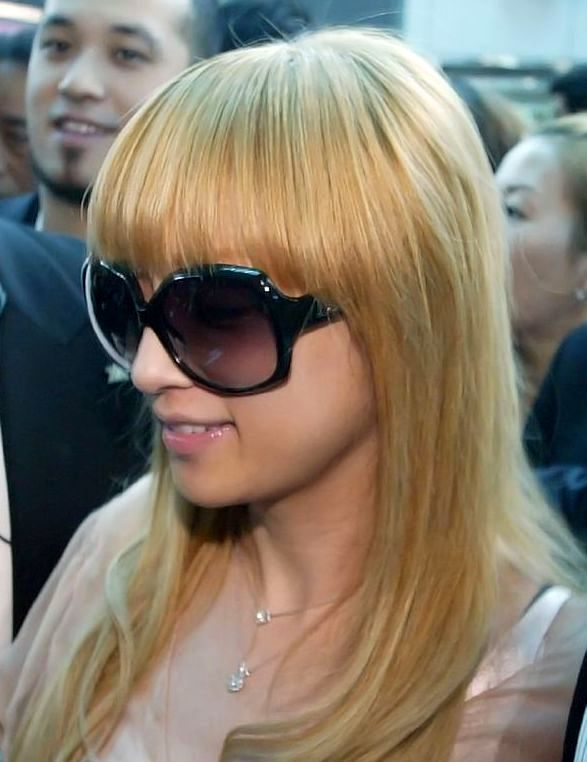
Ayumi Hamasaki in Taiwan (2007)

Ayumi Hamasaki (japanisch 浜崎 あゆみ, bürgerlich 濱﨑 歩, Hamasaki Ayumi – Hiragana はまさき あゆみ; * 2. Oktober 1978 in Fukuoka, Präfektur Fukuoka) ist eine japanische Sängerin. Auch bekannt unter dem Kürzel Ayu, gehörte Hamasaki zu den beliebtesten Pop-Sängerinnen in Japan und prägte die 2000er mit ihrem Titel „Kaiserin des J-Pop“ (oder der englischen Bezeichnung „J-Pop Queen“). Sie wuchs in ihrer Geburtsstadt Fukuoka auf, bevor sie nach Tokio zog, um eine Karriere in der Unterhaltungsindustrie zu beginnen. Mit der Veröffentlichung von mehreren Alben und mehr als 50 Singles, verkaufte sie seit ihrer Debütsingle Poker Face mehr als 50 Millionen Tonträger, allein in Japan. Dies gelang seit der offiziellen Dokumentation von Plattenverkäufen von Oricon vor ihr noch keinem japanischen Solokünstler.
Ihre 39. Single Startin’ / Born to Be… machte sie zu der Solo-Künstlerin mit den meisten Nummer-eins-Hits in Japan. Mit der Veröffentlichung ihrer Single L im Jahr 2010 erreichten 38 ihrer Singles Position 1 und bisher insgesamt 50 ihrer Singles die Top 10 in den Oricon Charts Japan. Sie verfügt über 25 Nummer-eins-Hits in Folge beginnend mit der Single Free & Easy (2002) bis L (2010). Sie ist zudem der einzige japanische Künstler, dessen erste acht Alben die Spitze der Charts erreichten.

## Kindheit und erste Schritte in die Musikindustrie
Ayumi wurde in Fukuoka geboren und von ihrer Mutter und Großmutter erzogen, nachdem ihr Vater in Hamasakis drittem Lebensjahr die Familie verlassen hatte. Mit sieben Jahren arbeitete sie teilweise als lokales Model, um etwas Geld für ihre Familie zu verdienen.
Im Alter von 14 Jahren ging sie hin und wieder für Gelegenheitsjobs von Fukuoka nach Tokio. Sie nutzte bei billigen Filmauftritten und B-Movies das Pseudonym Kurumi Hamazaki. Allerdings verbuchte sie nicht viel Erfolg bei ihrer Talentagentur. Nach dem Abschluss in der Junior High School entschied sie sich, die Senior High School in Tokyo zu besuchen. Eine Modelkarriere war ihr nicht vergönnt, da sie als zu klein für das Modelgeschäft angesehen und schließlich von ihrer Talentagentur fallen gelassen wurde. Sie trug kurze Röcke, färbte ihre Haare und kämpfte mit der Schule, bis sie diese schließlich aufgab. Diese Entscheidung traf sie zu der Zeit, als ihre Mutter für einen neuen Beruf nach Tokio zog. Sie verbrachte die Tage tagsüber mit Einkaufen und in der Nacht mit Tanzen.
Hamasakis erste professionelle, musikalische Bestrebungen lagen verstärkt in der Rap-Szene. Am 1. Dezember 1995 wurde ihr erstes Album Nothing from Nothing unter Zusammenarbeit mit Dohzi-T und DJ Bass bei dem Label Nippon Columbia veröffentlicht. Als ihr Album den Charteinstieg verpasste, wurde sie von ihrem Label gekündigt.
In der Diskothek „Velfarre“, die dem Plattenlabel „Avex Trax“ gehört, fiel sie ihrem zukünftigen Produzenten Masato Matsuura auf. Matsuura fragte sie, ob sie Interesse an einer Gesangskarriere habe, aber Hamasaki war ihm gegenüber misstrauisch und lehnte ab. Matsuura hielt dennoch während des folgenden Jahres am Angebot fest, bis Hamasaki zustimmte und Gesangsunterricht nahm. Nach Ansicht ihrer Lehrer war sie allerdings zu starr und ihre Leistungen zu schwach, da sie den Unterricht zum Großteil nicht besuchte. Als sie Matsuura dies gestanden hatte, schickte er sie nach New York zu einer Schulung. Während ihres Aufenthalts schlug sie Matsuura in einem Brief vor, ihre eigenen Liedtexte zu schreiben, und bekam daraufhin die Zustimmung des Produzenten.

## Musikkarriere

### 1998 bis 1999:A Song for XXundLoveppears
Im April 1998 wurde Hamasakis Debütsingle Poker Face unter dem Label Avex veröffentlicht, die Platz 20 in den Oricon Charts erreichte. Ähnlich erging es ihrer zweiten Single You, die ebenfalls Platz 20 erreichte. Mit Hamasakis dritter Single Trust, die Position 9 erreichte, gelang ihr erstmals der Einstieg in die Top 10. Die vierte Single For My Dear… erschien am 7. Oktober 1998 und erreichte wie ihr Vorgänger Platz 9 der Charts. Depend on You, die fünfte Single, erreichte Platz 6 in den wöchentlichen Oricon Charts und wurde als Titellied für das Videospiel Thousand Arms genutzt. Hamasakis Debütalbum A Song for XX, das am 1. Januar 1999 erschien, hielt die Spitzenposition der Oricon Charts für 5 Wochen.
Am 10. Februar 1999 erschien Ayumis sechste Single Whatever, welche Platz 5 in den Oricon Charts erreichte. Außerdem erschien im März 1999 mit Ayu-mi-x das erste von einer Remixalben Hamasaki. Ayumi Hamasaki erlangte ihren ersten Nummer-1-Hit mit ihrer siebten Single Love: Destiny, die von Tsunku produziert wurde. Ihre achte Single To Be, die einen Monat danach veröffentlicht wurde, hatte nicht die Chance an den Erfolg anzuknüpfen und erreichte Platz vier in den Charts. Hamasakis neunte Single Boys & Girls erreichte nicht nur wieder die Spitzenposition der Charts, sondern wurde auch ihre erste Single, die sich über eine Million Mal verkaufte. Gleichzeitig mit der Veröffentlichung von Boys & Girls folgte Ayumi Hamasaki dem Trend der Musikindustrie und brachte ihre Singles auf 12 cm Disks, anstatt den damals üblichen 8 cm Disks auf den Markt. Die vermehrte Speicherkapazität wurde für mehr Remix Tracks auf ihren Singles genutzt.
Als ihre zehnte Single A im August 1999 erschien, wurde es zu ihrer erfolgreichsten Single mit über 1,6 Millionen verkauften Einheiten. Am 10. November 1999 veröffentlichte Hamasaki gleichzeitig ihr zweites Studioalbum Loveppears und die Single appears. Loveppears stieg an die Spitze der Charts und wurde über zwei Millionen Mal verkauft. Nach der Albenveröffentlichung wurden 2 Singles aus dem Album ausgekoppelt. Kanariya wurde im Dezember des Jahres und Fly High im Februar 2000 in einer limitierten Auflage veröffentlicht.

### 2000 bis 2002:Duty,I Am…undRainbow
Im Jahre 2000 wurde Ayumi Hamasaki Werbesprecherin für den japanischen Kosmetikhersteller KOSE. Als die ersten Werbevideos für einen Lippenstift mit ihr ausgestrahlt wurden, verkaufte sich das Produkt in den ersten zwei Tagen über 500.000 Mal. Ihre Single Vogue, die als Hintergrundmusik eingesetzt wurde, verkaufte sich über 700.000 Mal in Japan. Hamasaki wurde außerdem auch Werbesprecherin für Tu-Ka, einem japanischen Handyvertreiber. Von April bis Juni 2000 veröffentlichte sie die drei Singles Vogue, Far Away und Seasons. Seasons gewann den ersten Text-Preis bei den „Japan Record Awards“ im Jahr 2000. Am 27. September erschien ihre siebzehnte Single Surreal gleichzeitig mit ihrem dritten Studioalbum Duty. Das Album brachte es nicht nur wie seine Vorgänger auf Platz eins der Charts, sondern verkaufte sich auch über drei Millionen Mal und wurde somit zum meistverkauften Studioalbum von Ayumi Hamasaki. Im Dezember 2000 wurde die Single M veröffentlicht, Hamasakis vierte Single, die sich über eine Million Mal verkaufte. M eröffnete auch einen neuen Abschnitt in ihrer Musik, da sie mehr Einfluss darauf nahm und unter ihrem Pseudonym CREA selbst Lieder zu schreiben begann. Im Folgenden, kurz nach dem Erscheinen ihrer Single Never Ever, wurde Hamasaki durch Druck ihres Labels Avex Trax dazu gebracht ihre erste Kompilation mit dem Namen A Best zu veröffentlichen. Das Album wurde in der gleichen Woche wie das Studioalbum von Utada Hikaru mit dem Titel Distance veröffentlicht. Der Wettkampf zwischen den Sängerinnen, der hauptsächlich von ihren Labels inszeniert wurde, führte zum großen Erfolg der beiden Alben. A Best und Distance wurden die zwei meistverkauften Alben des Jahres.
Im Dezember 2001 wurde nach einer Reihe von Singleveröffentlichungen (Endless Sorrow, Unite! und Dearest) die Single A Song Is Born herausgebracht, die aus dem Projekt Song+Nation mit Keiko entstand. Über dieses Projekt wurden Lieder von verschiedenen bekannten Interpreten in Japan veröffentlicht, um Spenden für die Opfer der Terroranschläge am 11. September 2001 zu sammeln. Am 1. Januar 2002 erschien ihr viertes Album I Am…, welches sich wie die vorherigen Alben über zwei Millionen Mal verkaufte. I Am… besteht aus Liedern, die Einsamkeit und Verwirrung aussprechen, wie viele von Hamasakis ersten Liedern. Nach den Anschlägen des 11. Septembers entschied sie das Album neu zu überarbeiten um den Schwerpunkt in ihren Liedtexten auf Themen wie Glaube und Weltfrieden zu legen. A song is born war besonders von der Stimmung der Ereignisse betroffen.
Die Veröffentlichung der Single Free & Easy im April brachte Änderungen in Hamasakis Singles mit sich. Die Anzahl der Remixe wurde reduziert und die Spieldauer einer CD somit verringert. Ihre 27. Single H wurde im Juli desselben Jahres veröffentlicht und wurde mit über einer Million verkauften Tonträgern die erfolgreichste Single des Jahres in Japan. Im Vergleich zu ihrer vorherigen Single A, enthielt H keine Remix Tracks. Ihre nächste Single Voyage wurde mit dem Kurzfilm Tsuki ni Shizumu vermarktet und hielt die Spitzenposition der Oricon Charts für 3 Wochen. Hamasakis nächstes Studioalbum Rainbow wurde am 18. Dezember 2002 veröffentlicht. Es verkaufte sich in der ersten Woche über eine Million Mal. Viele der Lieder wurden von ihr unter ihrem Pseudonym CREA mitkomponiert und die Lieder erhielten verstärkt englische Textstellen. In jedem Album war ein Passwort vermerkt, mit dem sich die Käufer auf eine Sonderseite im Internet einloggen konnten, auf der eine Instrumentalversion des Titelstücks Rainbow enthalten war und ein passender Liedtext eingeschickt werden konnte. Das Lied wurde auf dem Album nur als nicht vorhandener Track 00 vermerkt und kam letztendlich auf die Kompilation A Ballads.

### 2003 bis 2005:A Ballads,Memorial AddressundMy Story
Im März 2003 veröffentlichte sie ihre Kompilation mit dem Titel A Ballads. Neun Monate nach ihrer letzten Single erschien im Juli 2003 die Single &. Wie die Singles H und A hatte auch diese 3 A-Titel und zusätzlich als B-Titel das Lied Theme of A-Nation '03. Hamasakis nächste Single forgiveness wurde am 1. September veröffentlicht und erreichte mit über 220.000 Verkäufen ebenfalls Platz eins der Charts. Nach ihrer darauffolgenden Single No Way to Say im November, erschien Hamasakis erstes Minialbum Memorial Address bestehend aus den letzten drei Singles und drei neuen Liedern. Das Album war in einer CD und CD+DVD Version erhältlich und schaffte es als erstes Minialbum in Japan, die 1-Million-Marke im Verkauf zu durchbrechen.
Im Herbst 2004 erschien die Single Moments – in einer reinen CD-Fassung und einer CD/DVD-Kombination. Alle nachfolgenden Singles wurden in diesen beiden Formaten auf den Markt gebracht. Da ihr Vertrag mit KOSE auslief, war Moments ihr letztes Lied, das in einem Werbevideo mit Produkten dieser Firma vermarktet wurde. Ihr sechstes Studio-Album My Story wurde im Dezember veröffentlicht. Mit über 570.000 verkauften Einheiten in der ersten Woche und über 1,1 Millionen insgesamt erreichte es Platz eins der Charts und Platinstatus. Es war im Jahr 2005 das am zweitmeisten verkaufte Album einer weiblichen Sängerin in Japan.
Single Nummer 35 Step You / Is This Love? wurde im April 2005 veröffentlicht. Beide Lieder wurden kommerziell genutzt – Step You bei einem Panasonic- und Is This Love? bei einem Morinaga-Werbespot. Die Single belegte Platz eins der Tages-, Wochen- und Monatscharts und war mit über 345.000 Einheiten ihre meistverkaufte Single im Jahr 2005. Ihre 36. Single Fairyland bot 2 verschiedene Cover-Variationen für die nur CD-Fassung und die CD/DVD-Kombination an. Heaven, ihre 37. Single, war das Titellied zum Kinofilm Shinobi – Heart Under Blade. Der Titel Will war ein weiteres Lied, das sie unter ihrem Pseudonym CREA produzierte. Es war ihre zwölfte aufeinander folgende Nummer-1-Single nach Free & Easy. Ayus 38. Single, Bold & Delicious / Pride, konnte sich trotz schleppenden Verkaufs kurzzeitig Platz 1 der wöchentlichen Oricon-Charts sichern. Damit egalisierte sie den Rekord von 25 Nummer-1-Singles, den bis dahin die Sängerin Seiko Matsuda innehielt.

### 2006 bis 2007:(Miss)understood,SecretundA Best 2
Als sich Ayumis 39. Single Startin' / Born to Be… auf Platz 1 der Oricon-Charts platzierte, war der bisherige Rekord von Seiko Matsuda gebrochen. Es war Ayumis 26. Single, die Platz eins der Charts erreichte. Startin war das Titellied des Playstation2-Spiels Onimusha: Dawn of Dreams, während Rainy Day – veröffentlicht auf dem Album (Miss)understood – das Endlied war. Born to Be… war das offizielle Lied zur Winterolympiade 2006 des japanischen Senders Nihon TV. Ihre durchgeführte Konzerttournee Ayumi Hamasaki Arena Tour 2006: (Miss)understood war mit 30 Konzerten in 3 Monaten ihre bis dato größte Tour. Ihre 40. Single, Blue Bird, war ihre 15. aufeinander folgende und insgesamt ihre 27. Nummer-1-Single. Die darauf enthaltenen Lieder waren ebenfalls in Werbevideos zu hören – Blue Bird in einem Zespri Gold Kiwi und Beautiful Fighters in einem Panasonic D-snap/D-dock-Werbespot. Für September 2006 wurde die Single 1Love / Jewel angekündigt. Allerdings entschied man sich nach einer kurzen Zeit, ein weiteres neues Lied aufzunehmen und aus der Single eine EP (Extended Play) mit dem Titel „Secret“ zu machen. Auch dies wurde wieder revidiert: Am 29. November erschien letztendlich ihr achtes Studioalbum mit vierzehn Titeln. Der Name Secret blieb jedoch bestehen. Das gleichnamige Lied war außerdem Titellied des Kinofilms Confession of Pain.

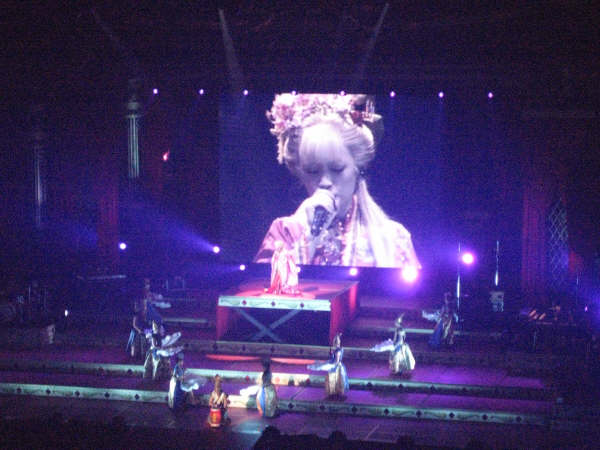
Hamasaki bei ihrer Asien Tour „Tour of Secrets“

Am 28. Februar 2007 erschienen die beiden Kompilationen A Best 2 – White und A Best 2 – Black in insgesamt vier Versionen. Es gab je eine limitierte CD-Version mit 2 DVDs und eine reine CD-Version. Alle Versionen enthalten ausgesuchte Lieder, die zwischen den Singles Evolution und Bold & Delicious / Pride erschienen sind. A Best 2 – White enthält Beat-Up-Lieder. Auf den beiden DVDs sind die Musikvideos zu den Liedern und das Livekonzert Best of Countdown Live 2006/07 zu sehen. A Best 2 – Black enthält dagegen Balladen. Auf den beiden DVDs sind die Musikvideos zu den Liedern und ein Backstage-Bericht zum Konzert Countdown Live 2006/07 zu sehen. Am 17. März 2007 belegte das A Best 2 – White Album Platz 1 und A Best 2 – Black den 2. Platz der Unites World Charts. Damit ist sie die erste Sängerin, die diesen Erfolg für sich verbuchen konnte. Von März bis Juni 2007 fand Ayumis Tour „Ayumi Hamasaki Asia Tour 2007: Tour of Secret“ statt. Sie gab Konzerte in Japan, Taiwan, Shanghai und Hongkong. Die 41. Single Glitter / Fated belegte Platz eins der Oricon Charts. Das Lied Fated ist das Titellied des japanischen Horror-Films Kaidan. Unter dem Titel Kyoai – Distance Love entstand zudem ein 18-minütiger Kurzfilm, bestehend aus dem Zusammenschnitt der Musikvideos zu beiden Liedern. Der Verkauf ihrer 42. Single Talkin' 2 Myself / Decision ging nur träge voran, konnte sich aber mit 70.000 verkauften Exemplaren in der ersten Woche Platz eins der Charts sichern. Am 5. Dezember 2007 erschien Together When… als exklusive Downloadsingle in Japan. Ihren Geburtstag konnte man auf ungewöhnliche Weise mitfeiern. Das Label Avex besitzt in der Computersimulation Second Life ein Gebiet namens „Avex Island“. Hier gab es eine virtuelle Feier, an der Fans teilnehmen konnten. Ebenso wurde dort ihre Single Talkin' 2 Myself / Decision beworben.

### 2008:10th Anniversary

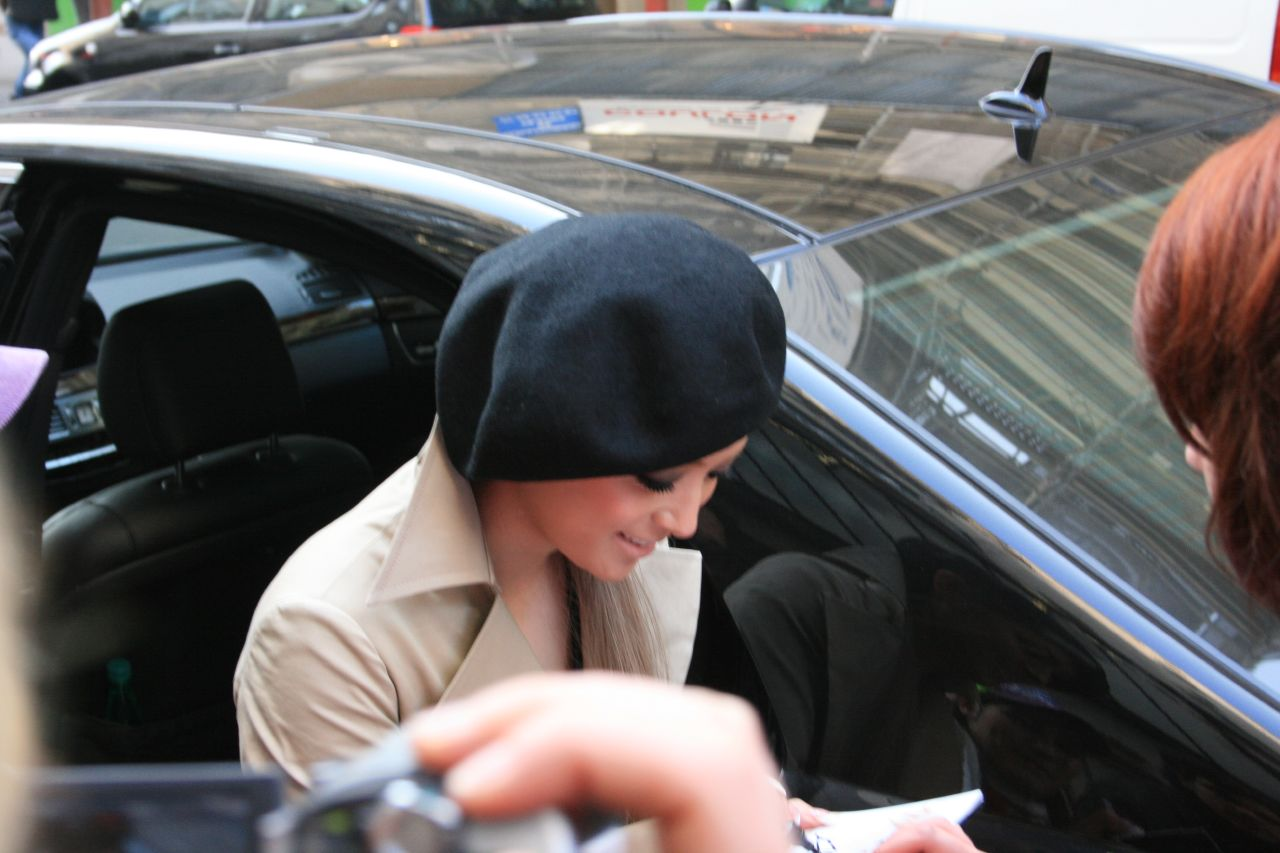
Hamasaki in Paris, für das Musikvideo „Mirrorcle World“

Am 30. und 31. Dezember 2007 fand Ayumis traditionelles Neujahrskonzert unter dem Titel Ayumi Hamasaki Countdown Live 2007–2008 10th Anniversary  statt. Ayumi leitete mit diesem Konzert die Konzertreihe zu ihrem 10. Bühnenjubiläum 2008 ein. Eine Asientour im Frühjahr / Sommer 2008 unter diesem Motto folgte.
Am 1. Januar 2008 erschien ihr Album Guilty wie üblich in einer CD und einer CD+DVD Version. Auf der DVD befinden sich die Musikvideos des Albums, die dazugehörigen Making-ofs sowie der aus dem Zusammenschnitt der Musikvideos Glitter / Fated bestehende Kurzfilm Distance love. Zusätzlich dazu enthält die erste Pressung das Photobuch „Guilty“. Am 12. März 2008 erschien unter dem Namen Ayumi Hamasaki Asia Tour 2007 A: Tour of Secret – Live + Documentary ein Zusammenschnitt ihrer 2007 stattgefundenen Asien-Tour in einer 2-DVD-Fassung. Außerdem erschienen am 26. März mit den beiden neuen Remix-Alben Ayu-mi-× 6: Gold und Ayu-mi-× 6: Silver ihre ersten Remix-Alben seit 2003. Ihre am 8. April 2008 erschienene Single Mirrorcle World belegte Platz eins in den Oricon-Charts. Diese Single erschien in 2 Versionen. Eine Version beinhaltete den Titel You, die andere den Titel Depend on You in einer 10th Anniversary Version. Am 10. September 2008 wurde die Single-Collection A Complete: All Singles veröffentlicht. Sie enthält jeweils das erste Lied der Singles Poker Face bis Mirrorcle World. Des Weiteren gab es eine 10th Anniversary Version des Lieds Who… die auch als Chinese Record erhältlich war. Die am 17. Dezember 2008 veröffentlichten Singles Days / Green und Green / Days enthielten ebenfalls zwei 10th Anniversary Versionen, auf der Single Green / Days war es eine Neuaufnahme des Lieds To Be und auf der Single Days / Green war es eine Neuaufnahme des Lieds Love: Destiny. Die Single erreichte Platz eins der Oricon-Charts. Silvester 2008 gab Ayumi ihr Neujahrskonzert unter dem Motto Premium Countdown Live 2008~2009 A. Sie sang fast alle Lieder, die sie vorher noch nie live gesungen hatte.

### 2009 bis 2010:Next Level,Rock ’n’ Roll Circus,Road to 50thundLove Songs
Am 25. Februar 2009 wurde die Single Rule / Sparkle in drei Versionen veröffentlicht. Es gab eine CD+DVD-Version, und zwei CD-only Versionen. Auf der einen CD-only Version gibt es eine Acoustic Version und einen Remix des Lieds Green und auf der anderen CD-only Version eine Acoustic Version und einen Remix des Lieds Days. Auf allen drei Versionen sind zusätzlich zwei Remixe des Titellieds Rule zum Kinofilm Dragonball Evolution. Sparkle lief im Hintergrund eines Werbespots von Honda. Am 25. März 2009 wurde das Album Next Level veröffentlicht. Erhältlich war es in einer CD-only Version, einer CD+DVD Version, eine 2CD+DVD Version, sowie erstmals auch in einer USB-Stick-Version. Die 2CD+DVD Version enthält auf der zweiten CD Live-Audio-Tracks der erstmals live gesungenen Lieder vom Premium Countdown Live 2008–2009 A. Der USB-Stick – in Form des „10th Anniversary“-Logos – hat eine Speicherkapazität von 2 GB, hiervon werden 800 MB durch die vierzehn Lieder im mp3-Format, sowie sechs Videos im mp4-Format belegt. Die Konzert Doppel-DVD vom Premium Countdown Live 2008–2009 A erschien am 13. Mai 2009. Am 12. August 2009 erschien Ayumis 46. Single Sunrise / Sunset: Love Is All in den zwei üblichen Varianten. Auf der CD-Version sind die Titellieder Sunrise: Love Is All und Sunset: Love Is All sowie ein Fairyland-Glitter-Blue Bird-Grateful Days-July 1st Mega-Mash-Up-Mix zu hören. Auf der CD+DVD Kombination gab es zusätzlich noch die beiden Musikvideos, die im ähnlichen Stil sind. Am 29. Dezember erschien ihre Single You Were… / Ballad beziehungsweise Ballad / You Were… Vom 29. Dezember 2009 bis zum 1. Januar 2010 fand Ayumis Tour Countdown Live 2009–2010 A: Future Classics statt.

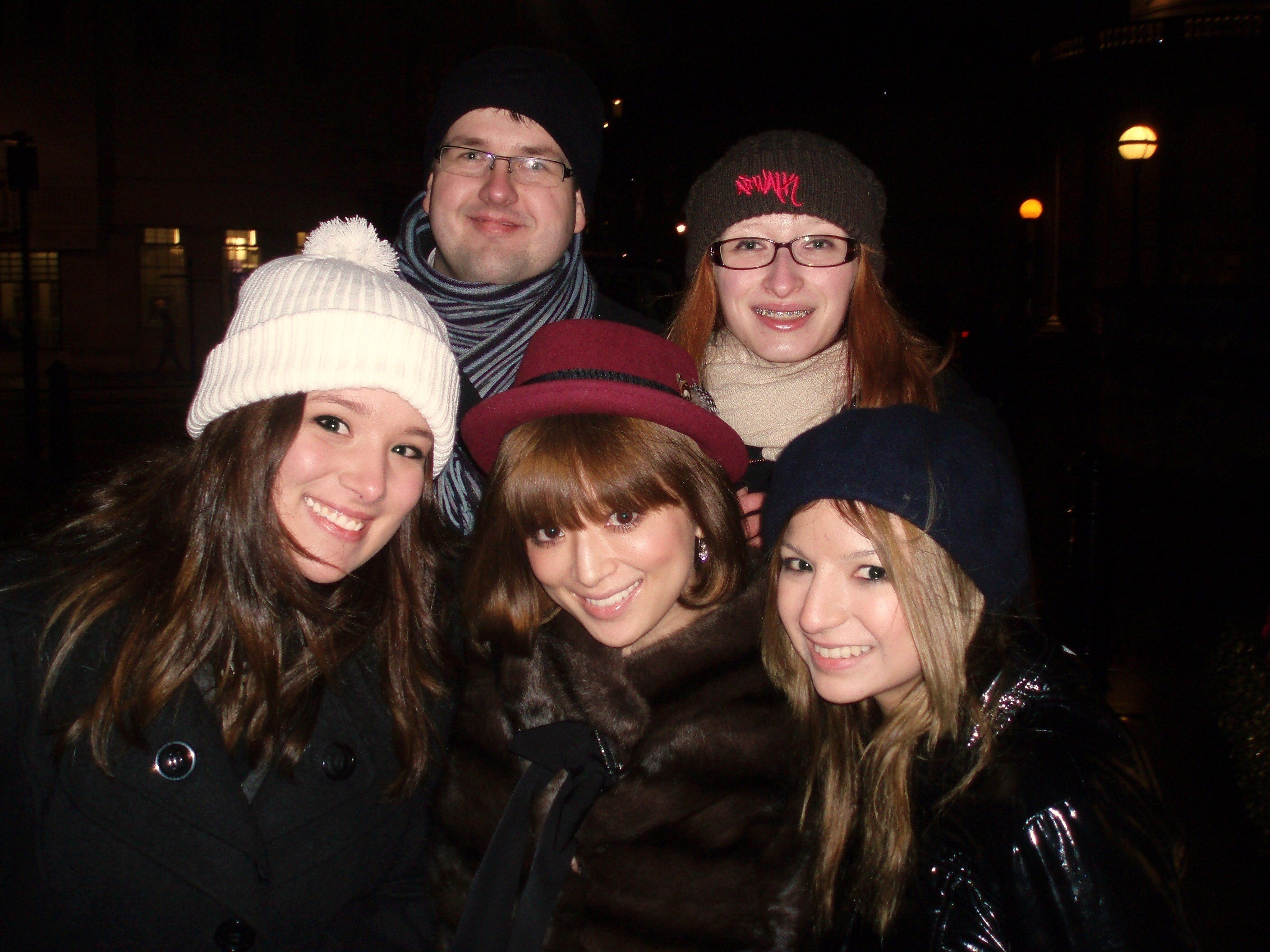
Hamasaki (in der Mitte) in London, mit europäischen Fans

Am 11. April 2010 begann ihre neue Arena-Tour „Rock ’n’ Roll Circus“, ausgehend von der über 20.000 Leute fassenden Saitama Super Arena, noch bevor am 14. April das gleichnamige Album „Rock ’n’ Roll Circus“ erschien. Für die Aufnahmen zum Album reiste Ayumi, im Januar des Jahres nach London, um dort ihre Tonaufnahmen aufzunehmen und einige Musikvideos zu drehen. Fast passend zu ihrem Jubiläum am 8. April begann Ayumi, wie viele andere Künstler auch, einen Twitteraccount zu nutzen, der bereits wenige Tage nach der Öffnung am 22. April 80.000 Follower zählte. Ayumi brachte am 14. Juli 2010 ihre 48. Single Moon / Blossom heraus. Darauf folgten in kurzen Abständen Single Nummer 49 Crossroad und ihre 50. Single L. Anlässlich dieses Jubiläums hielt sie an sieben Tagen im Yoyogi National Gymnasium das Konzert Rock ’n’ Roll Circus Tour Final: 7 days Special ab. Ihr zwölftes Studioalbum Love Songs erschien am 22. Dezember 2010. Des Weiteren erschien mit dem Titel Dream On am gleichen Tag eine Kollaborations-Single von Ayumi und Urata Naoya, Sänger der J-Pop-Gruppe AAA und einer ihrer ehemaligen Background-Tänzer.

### 2011:Power of MusicundFive
Aufgrund der Erdbebenkatastrophe in Japan vom 11. März 2011 spendete Ayumi einen Betrag von 30 Millionen Yen (ca. 261.200 Euro) an das japanische Rote Kreuz. Gleichzeitig entwarf sie in Zusammenarbeit mit der Zeitschrift ViVi ein T-Shirt, dessen Verkaufserlös ebenfalls gespendet wurde. Wie bei vielen anderen japanischen Künstlern sind die für März geplanten CD und DVD-Veröffentlichungen um einige Wochen verschoben worden. Ihre geplante Konzert-Tour Hotel Love Songs wurde in den Mai verschoben und in Power of Music umbenannt. Am 20. April wurden 4 Remix-Alben veröffentlicht, ebenso erschienen an diesem Tag eine Konzert-DVD und eine Live-DVD mit Aufnahmen ihrer 50 Singles. Da sich alle 4 Alben gleichzeitig unter den Top 10 der Oricon Charts platzierten (Plätze 4 bis 7), war sie die erste Sängerin Japans der dies gelang. Ebenso platzierten sich beide DVD in den Top 10 (Platz 1 und 2 der Oricon DVD-Charts), auch dies gelang vorher noch keiner japanischen Sängerin. Einen weiteren Rekord stellte sie am 4. Mai auf – mit über 2.313.000 verkauften DVD überholte sie die Gruppe Morning Musume, die insgesamt 2.303.000 DVD verkaufen konnten und setzte sich an die Spitze der japanischen Sängerinnen mit den meisten DVD-Verkäufen.
Für den 31. August 2011 veröffentlichte sie nach 2003 ihre dritte Extended Play (EP), welche sie Five betitelte. Sie konnte sich zwei Wochen in Folge auf Platz 1 der Charts halten und verkaufte sich mehr als 200.000-mal. Es wurde auch von der RIAJ mit Gold ausgezeichnet.

### 2012 bis 2014:15th Anniversary, kommerzieller Rückgang
Am 21. März 2012 veröffentlichte sie ihr 13. Studioalbum Party Queen. Dies ist Ayumis erstes Studioalbum, das ohne vorherige Singleauskopplungen veröffentlicht wurde. Einige Lieder präsentierte sie allerdings schon bei ihrem Countdown Live 2011–2012-Konzert. Nach der Veröffentlichung ihrer Kompilation A Summer Best, am 8. August 2012, wurde bekannt gegeben, dass Ayumi Hamasaki offiziell 50 Millionen Tonträger in Japan verkauft hat und somit die erste japanische bzw. asiatische Künstlerin ist, die dies geschafft hat. Schließlich veröffentlichte man am 23. September die Download-Single Song 4 U, welche als Titelmelodie für das PlayStation-3-Spiel Tales Of Xillia 2 verwendet wurde. Mit ihrem Studioalbum Party Queen und ihrer Kompilation A Summer Best landete sie auf #2 der japanischen Oricon-Charts.
Zu ihrem 15-jährigen Bühnenbestehen wurden fünf neue Tonträger in fünf aufeinander folgenden Monaten angekündigt. Gestartet wurde dieses Projekt mit der EP Love, am 8. November 2012. Die Ankündigung dieser EP sorgte im Vorfeld für etwas Wirbel, da sie 12 Lieder (davon 3 neue und diverse Remixe und Instrumentale Versionen) enthält. Man stellte sich die Frage, warum dies nicht als Single eingestuft wurde, da die Single A (aus dem Jahre 1999) insgesamt 14 Titel beherbergte und als Single vermarktet wurde. Die Plattenfirma Avex äußerte sich, dass man den Rekord von 25 Nummer-1-Singles fortsetzen wolle, aber man sich noch nicht bereit dafür gefühlt habe. Am 8. Dezember folgte die EP Again. Ihr 14. Studioalbum, Love Again wurde am 8. Februar 2013 veröffentlicht. Das Album besteht aus ihren vorher veröffentlichten EPs Love und Again, zusammen bildet sich der Titel des Studioalbums, und es wurden weitere sieben Titel auf dem Album angekündigt. Das Album konnte sich jedoch nur knapp 89.000-mal verkaufen und macht dies zu ihrem ersten Studioalbum, das nicht die 100.000-Marke brechen konnte. Am 8. März 2013 folgte die fünfte Veröffentlichung des Projektes 15th Anniversary, die Live-Video-Veröffentlichung Arena Tour 2012 A: Hotel Love Songs, die während ihrer Arena Tour 2012 aufgezeichnet wurde. In allen fünf Veröffentlichungen ihres 15-jährigen Bühnenjubiläums gab es Codes, die man später am 8. April einsenden konnte und somit exklusiv über TeamAyu das finale Lied Tell All kostenlos herunterladen konnte. An diesem Tag folgte eine weitere Video-Veröffentlichung Countdown Live 2012–2013 A: Wake Up, die aber nicht zum Projekt gehörte. Dies war der Tag, an dem sie vor 15 Jahren ihre Debütsingle Poker Face veröffentlichte. Eine weitere Konzerttournee unter dem Namen 15th Anniversary Tour: A Best Live wurde an diesem Tag ebenfalls angekündigt. Hierzu durften Fans aus 50 Liedern entscheiden, welche gesungen werden. Unter den 50 wählbaren Liedern gab es unter anderem ihr Lied Kanariya, das sie bis dahin noch nie live gesungen hatte. Die Tour startete am 13. April und endete am 28. Juli 2013. Ihr erstes Live-Album, welches sich auf die 15th Anniversary Tour bezieht, veröffentlichte man im Oktober 2013, auch eine Blu-ray- und DVD-Fassung wurde im selben Monat veröffentlicht. Noch im Oktober wurde ihre 51. Single mit dem Titel Feel the Love / Merry-go-round angekündigt, die am 25. Dezember 2013 erschien und ihre erste Single nach drei Jahren war. Die Single erreichte in der ersten Woche den fünften Platz der Oricon-Charts und beendete damit ihren Rekord mit den meisten höchstplatzierten Singles in Folge in Japan.
Für den Film Buddha 2 sang sie das Titellied mit dem Titel Pray, welches am 27. Januar 2014 als Download veröffentlicht wurde. Zur Film-Premiere erschien sie auch in Paris. Im Juli veröffentlichte sie ihr 15. Studioalbum Colours und platzierte sich erstmals, als eines ihrer Alben, auf Platz 5 der Oricon-Charts. Trotz der Zusammenarbeit vieler internationaler Produzenten, wie Armin van Buuren, Fedde Le Grand, RedOne und Rodney Jerkins, gelang ihr nicht der Aufsprung in den Verkaufszahlen, da sich das Studioalbum etwas mehr als 50.000-mal verkaufen konnte. Um trotzdem weiterhin für das Studioalbum zu werben, wurde für den 1. Oktober 2014 das Lied Terminal als Singleauskopplung angekündigt. Die Singleauskopplung erreichte #24 als Höchstplatzierung und verkaufte sich etwas über 4000-mal und wird damit von Oricon als ihre unerfolgreichste Single gewertet. Zu Heiligabend des Jahres wurde ihre nächste Single Zutto… / Last Minute / Walk veröffentlicht.

### 2015 bis 2017:A OneundM(a)de in Japan
Im Januar 2015 veröffentlichte sie ein weiteres Orchester-Album mit dem Titel Love Classics, hierbei wird das A von Classics mit ihrem populären Markenzeichen ersetzt. An den Erfolg von A Classical konnte es jedoch nicht anknüpfen und schließlich veröffentlichte sie am 8. April ihr 16. Studioalbum mit dem Titel A One. Hierbei handelt es sich um ein Album, bei dem nicht neu experimentiert wurde und man sich an früheren Liedern orientiert habe. Wieder hatte sie hierbei auch mit Tetsuya Komuro gearbeitet, der für die Kompositionen der Love Songs Lieder verantwortlich war. Das Studioalbum wurde auch als zurück zur guten alten J-Pop Zeit beschrieben, beworben und verkaufte sich ähnlich wie Colours. Wenige Tage nach der Veröffentlichung von A One kündigte man schon die nächste Veröffentlichung an, eine sechste Extended Play und schließlich wurde auch noch eine Download-Single mit dem Titel Step by Step am 1. Juli veröffentlicht, die als Titellied für das NHK-Dorama Beauty and Boys verwendet wurde. Das Veröffentlichungsdatum und genauere Details für die EP veröffentlichte man mit der Zeit und so wurde sie am 5. August mit dem Titel Sixxxxxx und sechs Liedern veröffentlicht. Am 23. Dezember des Jahres veröffentlichte sie schließlich ein weiteres Orchester-Album mit dem Titel Winter Diary: A7 Classical, das sich auf ihre Alben A One und Sixxxxxx bezieht und somit auch der Titel A7 zustande kommt (One (für 1) + Six (für 6) = 7 und kombiniert mit dem A von A One = A7).
Am 28. März 2016, 15 Jahre nach der Veröffentlichung von A Best, wurde eine Neuauflage der Kompilation veröffentlicht. Am 11. Mai veröffentlichte sie ihr 17. Studioalbum M(a)de in Japan auf dem japanischen Streaming-Portal Awa mit zehn Titeln, darunter acht neue Lieder, und verkündete dazu, dass sie eine CD-Version des Albums am 29. Juni des Jahres veröffentlichen werde. Im September desselben Jahres wurde zudem bekannt, dass Hamasaki einen Werbevertrag mit dem Spiel Clash of Queens eingeht und mehrere Werbevideos für das Spiel drehte, welche seit dem 17. September 2016 im japanischen Fernsehen zu sehen sind. Kurz darauf wurde zudem eine Download-Single angekündigt, welche dem Spiel als Titellied dienen soll. Sie trägt den Namen We Are the Queens und wurde am 30. September 2016 veröffentlicht.
Erstmals veröffentlichte Hamasaki im Jahr 2017 kein Album und veröffentlichte am 6. September des Jahres bloß die digitale Single „Words“, die über ihre Konzerte mit einem Download-Code angeboten wurde.

### 2018–2022:Trouble, 20-jähriges Bühnenbestehen undA Ballads 2
Im August 2018 veröffentlichte sie ihre EP Trouble, die die Titel We Are the Queens, Words und drei neue Titel beinhaltete, aber keine Promo-Single bekam. Es war damit ihre erste Album-Veröffentlichung mit neuen Titeln, die ohne Musikvideos beworben wurde. Das Jahr 2018 war außerdem ihr Jahr, in dem sie ihr 20-jähriges Bühnenbestehen erreichte. Anders als zum 10th Anniversary gab es hierfür aber keine kommerzielle Zelebrierung.
Über das Jahr 2019 ging sie auf Konzerttournee mit dem Titel Trouble 2018–2019 A. Bereits einen Monat nach Geburt ihres Sohnes gab sie ihr traditionelles Neujahreskonzert unter dem Titel Countdown Live 2019–2020: Promised Land A. Am 10. November 2019 wiederveröffentlichte sie ihr zweites Studioalbum Loveppears zum 20. Jahrestag der Veröffentlichung, zusammen mit ihrer, auf damals 300.000 CDs limitierten, 11. Single Appears unter dem Titel Loveppears / Appears: 20th Anniversary Edition.
Am 5. Juli 2020 veröffentlichte sie die Single Ohia no Ki (オヒアの木). Es ist ihre erste Single seit 2016 und zudem ihr erstes Lied, das in japanischer Schreibweise daherkommt. Zuvor veröffentlichte sie zwar japanische Titel, diese wurden jedoch im Hepburn-System transkribiert. Die Single erreichte Platz 18 der wöchentlichen Oricon Digital Singles Charts. Zum Ende desselben Monats veröffentlichte sie eine weitere Single mit dem Titel Dreamed a Dream und im August dieses Jahres veröffentlicht sie ein weiteres Videoalbum Countdown Live 2019–2020: Promised Land A.
Ihre alljährliche „Countdown Live“-Konzertserie sollte Ende 2020 als Videoaufzeichnung ohne Publikum aufgrund der COVID-19-Pandemie veröffentlicht werden. Die Aufzeichnung musste jedoch vorzeitig am 28. Dezember abgebrochen werden, da fünf Mitarbeiter positiv auf COVID-19 getestet wurden. Als Entschädigung für die Fans wurde ihre „Countdown Live“-Konzertserie am Neujahrstag 2021 auf ihrem YouTube-Kanal veröffentlicht.
Im Januar 2021 veröffentlichte sie das Videoalbum zu ihrer Trouble Tour 2020, welches Platz 6 in den Oricon-Charts erreichen konnte. Am 8. April 2021 wurde ihr siebtes Kompilationsalbum A Ballads 2, zusammen mit ihrer Single 23rd Monster, veröffentlicht. Am 22. April 2022 wurde die Single Nonfiction veröffentlicht. Im selben Monat hielt sie das Konzert: Asia Tour: 24th Anniversary Special ab. Anfang Juli folgte die nächste Single Summer Again, welche dem Auftakt zu ihrer Summer TA Party 2022 Tour bildet.
Hamasakis letzte Single im Jahr 2022 wurde am 18. November unter dem Namen Mask veröffentlicht. Das Musikvideo wurde im Zusammenarbeit mit TeamLabs erstellt. Ihr jährliches Countdown Live 2022–2023: Remember You Konzert am 30. und 31. Dezember 2022 statt.

### Seit 2023: 25-jähriges Bühnenbestehen undRemember You
Am 25. Januar 2023 soll ihr 18. Studioalbum Remember You mit vierzehn Titel veröffentlicht werden. Bereits am 1. Januar wurde der Song (Not) Remember You als Pre-release digital ausgekoppelt. Zudem zelebriert sie im Jahr 2023 ihr 25-jähriges Bühnenbestehen.

## Leben

### Beziehungen
Ayumi war seit ihrer Schauspielkarriere mit dem Sänger und Schauspieler Tomoya Nagase liiert, ihre Beziehung machten sie im Jahr 2001 publik. Sechs Jahre später spekulierten die Medien, dass sie heiraten werden. Allerdings kündigte Ayumi am 13. Juli 2007 an, dass sie bereits getrennt seien. Sie sagte aber, dass sie gütlich auseinandergingen und weiterhin Freunde bleiben wollen.
Am 2. Januar 2011 gab Ayumi bekannt, dass sie einen Tag zuvor den österreichischen Schauspieler Manuel Schwarz in einer Kapelle in Las Vegas geheiratet hatte. Sie lernten sich bei dem Video-Dreh zu Virgin Road kennen, in dem Manuel ihren Ehemann spielte. Danach trat er ebenfalls in den Videos zu Last Angel und Love Song auf. Schließlich gab sie am 18. Januar 2012 bekannt, sich von ihm wieder scheiden zu wollen. Als Grund wird angegeben, dass beide sich durch das Erdbeben in Japan im März 2011 auseinander gelebt hätten, da Ayumi ihre Pläne in die USA zu ziehen, aufgegeben habe. In diversen Zeitschriften wurde allerdings vermutet, dass freizügige Fotos von Schwarz Grund der Scheidung seien.
Für den 14. November 2012 kündigte Ayumi über ihren TeamAyu Blog an, dass sie mit ihrem Tänzer Maro (bürgerlicher Name: Uchiyama Maroka) in einer ernsten Beziehung zusammen sei. Einen Tag später wurde auf ihren Wunsch ein Artikel darüber in einer Zeitschrift veröffentlicht, da sie keine falschen Spekulationen und Gerüchte hören wollte. Maro erklärte dies ebenso am selben Tag wie Ayumi auf seinem Blog. Einige Zeit später brach die Nachricht ein, dass beide wieder auseinander seien. Nachdem Maro als Choreograph für ihr Countdown Live 2012–2013 ernannt worden war, wurde er nach der Show entlassen. Besonders diese Beziehung schadete ihrer Karriere, da er einige Zeit später in verschiedene japanische Sendungen eingeladen wurde und über sein Unglück berichtete, welches wegen der Trennung von ihr, die schließlich auch zur Auflösung seines Arbeitsvertrags führte, ausgezeichnet wurde. Er erzählte, dass er obdachlos lebte und sogar Gras gegessen habe. Die Trennung soll wegen des Reichtumsunterschieds zustande gekommen sein; während sie ihn mit Louis-Vuitton-Uhren beschenkte, konnte er sich nur Blumen für sie leisten.
Anfang 2013 wurde zu ihrer 35. Geburtstagsfeier ein Bild gemeinsam mit einem Mann veröffentlicht. Diverse Fanseiten beschrieben ihn als ihren neuen Freund, dessen Name zu diesem Zeitpunkt unbekannt war. Wie später bekannt wurde, ist er zehn Jahre jünger als sie und studiert Medizin an der University of California in Los Angeles. Im Dezember 2013 wurde ihre Verlobung bekannt gegeben und am 3. März 2014 heirateten beide. Ayumi gab dies in einem kurzen Tweet bekannt. Gerüchten zufolge sind beide bereits voneinander geschieden, dieses Gerücht kam zustande, als sie am 22. Oktober 2015 ein Bild von ihr in den Armen eines Mannes, dessen Gesicht nicht zu sehen ist, auf dem sozialen Netzwerk Twitter mit der Beschreibung „Lasst uns etwas ganz langsam vergessen, lasst uns etwas neues erwarten, Bye-bye meine Liebe, hallo meine Liebe.“, veröffentlicht hatte – woraufhin der Tweet kurze Zeit später gelöscht wurde. Im September 2016 machte sie die Trennung mit ihm bekannt, äußerte sich jedoch, dass sie beide drei Jahre zusammen waren, sich bald auch scheiden werden.
Das immer wieder aufgekommene Gerücht, sie wäre mit Max Matsūra, dem CEO der Plattenfirma Avex Trax, zusammen gewesen, bestätigte sich im Buch „M Ai Subeki Hito ga Ite“ (M 愛すべき人がいて) von Narumi Komatsu als wahr. In diesem Buch geht es um Interviews mit Hamasaki, die ihre Karriere vom Debüt bis hin zu ihrem Aufstieg in der Musikbranche reflektieren. Hamasaki äußerte sich zu der Beziehung, dass sie keinen Mann so sehr geliebt habe, sich selbst zerstört zu haben.
Am 2. Januar 2020 gab Ayumi auf ihrer Fanklubseite bekannt, dass sie Ende 2019 Mutter eines Sohnes wurde. Der Vater des Kindes blieb der Öffentlichkeit unbekannt und eine Eheschließung ist nicht geplant. Eine zweite Schwangerschaft wurde am 2. Oktober 2020 verkündet. Der Vater des Kindes solle auch der Vater des ersten Kindes sein. Den Medien zufolge wird er lediglich als „junger General“ beschrieben, womit seine Identität der Öffentlichkeit weiterhin verschwiegen bleibt. Am 1. Mai 2021 gab Ayumi bekannt, dass sie „im Frühjahr“ ihr zweites Kind geboren habe. Das genaue Datum und das Geschlecht des Kindes wurden nicht bekanntgegeben.

### Gesundheit
Seit der Dome Tour 2001 litt Ayumi unter einer fortschreitenden Schwerhörigkeit des linken Ohrs, hervorgerufen durch einen Hörsturz bzw. fortschreitenden Tinnitus. Am 4. Januar 2008 gab sie bekannt, dass ihr linkes Ohr nun vollständig und unheilbar taub sei.
Nachdem sie vor ihrer Konzerttour 2017 Probleme mit ihrem rechten Ohr hatte und unter Übelkeit und Schwindel litt, unterzog sie sich weiteren Hörtests. Diese ergaben, dass durch die jahrelange Überbeanspruchung die Hörfähigkeit ihres rechten Ohren kontinuierlich nachlässt und ihr eine komplette Taubheit droht. Dies gab Ayumi in ihrem Blog am 20. Mai 2017 bekannt.

## Wahrnehmung in der Öffentlichkeit

### Als Trendsetter und Werbefigur
Bereits im Jahr 2000 erreichte Ayumi Hamasaki Kultstatus, was ihre Mode betrifft. Sehr häufig war sie in Zeitschriften wie CD Data, Girlpop, Cawaii, ViVi, SCawaii oder Popteen abgebildet. Mit ihrem extravaganten Stil war sie lange Zeit zum Trendsetter der japanischen Jugend geworden. So wurden übergroße Sonnenbrillen oder falsche Fuchsschwänze wieder Mode. Dadurch wurden ihr teilweise bizarre Auszeichnungen verliehen. Drei Jahre in Folge war sie Japans „Fingernagel-Königin“. Außerdem ist sie fünffache Gewinnerin der „Best Jeanist“-Auszeichnung, auch eine Barbie-Auszeichnung konnte sie gewinnen.
Im Jahr 2002 war sie Repräsentantin für Edelsteine in Thailand, 2006 wurde sie zur bestangezogenen Sängerin in Japans Oricon-Chart-Wahlen im Frühling und Sommer gewählt. 2007 gewann sie diese inoffizielle Auszeichnung für ihre Frisuren.
Sie war weiterhin Sprecherin der Kosmetikfirma KOSE Visee und der Handyfirma TU-KA. Ayumi trat in deren Werbevideos auf und konnte gleichzeitig ihre neuen Lieder bewerben, die im Hintergrund liefen. Werbevideos der Firma Panasonic waren ebenfalls mit der Musik aus ihrem aktuellen Album oder der aktuellen Single unterlegt. Des Weiteren trat sie in meist witzig dargestellten Werbespots der Firmen Boss Coffee und Morinaga (HiChew) auf. 2009 war sie in Werbespots und auf Werbeplakaten der Firmen Honda (Model ZEST Spark) und der Kosmetikfirma Rimmel zu sehen.

#### „A“-Logo

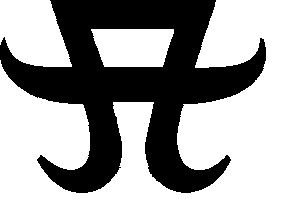
Das populäre A-Logo

Besonders ikonisch ist ihr „A“-Logo, das als ihr Markenzeichen gilt. Auf einem CD-Cover fand man dieses Logo erstmals 2001 auf ihrem Super Eurobeat Presents Ayu-ro Mix 2 Remix-Album, ihr folgendes Studioalbum Rainbow verzierte ebenfalls das „a“ ersetzt mit diesem Logo. Das A soll auch stilisiert Bestandteil der Schreibweise von den jeweiligen Titeln sein; dafür wird, bei den jeweiligen Fällen, auf ihrer Website, das zu schreibende „a“ mit ihrem A-Logo ersetzt. Nahezu alle ihrer Konzerttourneen, auch diverse Vermarktungsartikel von ihr, werden mit diesem A beworben.

#### „Ayupan“
Vermarktungsartikel von Ayumi Hamasaki beschränken sich nicht nur auf den normalen Standard wie T-Shirts, Taschen, Fächer oder Handyanhänger. Durch die Herausgabe von Sammelfigürchen – Ayupan genannt – sticht sie aus der Masse heraus. Der Name Ayupan setzt sich aus ihrem Kosenamen „Ayu“ und „Panda“ zusammen, da Ayumi bei dem ersten Entwurf meinte, die Figuren glichen durch die rundliche Gesichtsform einem Panda. Diese ca. 5 cm großen Figuren erscheinen seit 2002 zu ihren Konzerten, seltener werden einzelne Figuren auch zu Veröffentlichungen von CDs produziert. In Japan für umgerechnet ca. 3 bis 4 Dollar verkauft, erreichen als „selten“ bezeichnete Figuren auf den verschiedenen Auktionsplattformen wie eBay oder Yahoo Preise von bis zu 250 Dollar. Ayupan war auch der Titel einer 19-teiligen Anime-Serie im 3-D-Stil, in der Kurzgeschichten für ein jüngeres Publikum erzählt wurden. Von ihren Hunden Marron und Crea gibt es neben kleinen Figuren auch verschieden große Versionen als Plüschtier.

### Aktivitäten neben der Gesangskarriere
Im Oktober 2002 startete Ayumis wöchentliche TV-Show „Ayu Ready?“ auf dem japanischen Sender Fuji Television. Hier unterhielt sie sich mit verschiedenen japanischen Künstlern in einer amüsanten Runde. Meist fanden witzige Spiele statt und lokale Speisen wurden vorgestellt. 2003 wurde für diese Sendung an einem Strand ein Holzhaus gebaut, Zuschauer konnten vom Strand die Sendung mitverfolgen. Aufgrund fallender Einschaltquoten – bedingt auch durch die späte Sendezeit von 23:30 bis 0:00 Uhr – wurde die Sendung im März 2004 abgesetzt.

### Soziale Netzwerke
Sie zählt derzeit mehr als 1,4 Millionen Follower auf dem sozialen Netzwerk Twitter, mehr als 550.000 Gefällt-mir-Angaben auf Facebook und mehr als eine Million Follower auf Instagram.

## Trivia
- Sie gewann 2001 bei den World Music Awards den Preis für das höchste Einspielergebnis in Asien.[94]
- Im Jahr 2010 wurde sie von Forbes mit einem geschätzten Vermögen von über 400 Millionen US-Dollar zur 7. reichsten Sängerin der Welt ernannt.[95] 2014 war sie von MSN als 6. reichste Sängerin der Welt ernannt, dies mit demselben Vermögen von 400 Millionen US-Dollar, wie Forbes im Jahr 2010 verkündet hatte.[96]
- Sie ist fünf Mal in der Liste der teuersten Musikvideos aller Zeiten vertreten und hält somit den Rekord.[97]
- Mit mehr als 50 Millionen verkauften Tonträgern ist sie die meistverkaufte japanische Solo-Künstlerin in Japan und auf Rang 4 insgesamt.[98] Jedoch ist dies nur theoretisch, da vor dem offiziellen Chart-System Oricon auch Tonträger verkauft wurden, wurden einige Verkaufszahlen vor 1967 nicht offiziell dokumentiert. Somit soll die 1989 verstorbene Sängerin Hibari Misora mehr als 80 Millionen Tonträger in Japan verkauft haben, womit Ayumi auf den zweiten Platz rutschen würde.
- Auf YouTube haben ihre Videos mehr als 250 Millionen Aufrufe.[99]
- 14 ihrer Platten verkauften sich jeweils mehr als eine Million Mal.
- Ihre ersten acht Studioalben erreichten chronologisch die Höchstplatzierung, insgesamt erreichten 12 ihrer Studioalben die Höchstplatzierung.
- Sie wurde in Japan 188-mal für ihre musikalischen Verkäufe ausgezeichnet, davon wurden 24 mit Diamant ausgezeichnet.
- Sie ist die erste Solokünstlerin, die es geschafft hat, 50 ihrer Singles in den japanischen Top 10 zu platzieren.[100]
- Mit 50 Alben, die in den Top 10 einstiegen, ist sie die Künstlerin mit den meisten Top-10-Alben, in Japan.[101]

## Diskografie
Studioalben

| Jahr | Titel                | Höchstplatzierung, Gesamtwochen, AuszeichnungChartsChartplatzierungen (Jahr, Titel, Platzierungen, Wochen, Auszeichnungen, Anmerkungen) | Anmerkungen                                                       |
| Jahr | Titel                | JP | Anmerkungen                                                       |
| ---- | -------------------- | --- | ----------------------------------------------------------------- |
| 1999 | A Song for ××        | JP1 ×3Dreifachplatin · (62 Wo.)JP | Erstveröffentlichung: 1. Januar 1999 Verkäufe JP: + 1.451.910     |
| 1999 | Loveppears           | JP1 ×2Doppeldiamant · (64 Wo.)JP | Erstveröffentlichung: 10. November 1999 Verkäufe JP: + 2.562.130  |
| 2000 | Duty                 | JP1 ×3Dreifachdiamant · (27 Wo.)JP | Erstveröffentlichung: 27. September 2000 Verkäufe JP: + 2.904.420 |
| 2002 | I Am…                | JP1 ×3Dreifachdiamant · (27 Wo.)JP | Erstveröffentlichung: 1. Januar 2002 Verkäufe JP: + 2.308.112     |
| 2002 | Rainbow              | JP1 ×2Doppeldiamant · (22 Wo.)JP | Erstveröffentlichung: 18. Dezember 2002 Verkäufe JP: + 1.857.870  |
| 2004 | My Story             | JP1 Diamant · (43 Wo.)JP | Erstveröffentlichung: 15. Dezember 2004 Verkäufe JP: + 1.132.444  |
| 2006 | (Miss)understood     | JP1 Diamant · (32 Wo.)JP | Erstveröffentlichung: 1. Januar 2006 Verkäufe JP: + 877.433       |
| 2006 | Secret               | JP1 ×3Dreifachplatin · (18 Wo.)JP | Erstveröffentlichung: 29. November 2006 Verkäufe JP: + 666.396    |
| 2008 | Guilty               | JP2 ×2Doppelplatin · (17 Wo.)JP | Erstveröffentlichung: 1. Januar 2008 Verkäufe JP: + 568.288       |
| 2009 | Next Level           | JP1 ×2Doppelplatin · (30 Wo.)JP | Erstveröffentlichung: 25. März 2009 Verkäufe JP: + 379.989        |
| 2010 | Rock ’n’ Roll Circus | JP1 Platin · (21 Wo.)JP | Erstveröffentlichung: 14. April 2010 Verkäufe JP: + 318.454       |
| 2010 | Love Songs           | JP1 Platin · (20 Wo.)JP | Erstveröffentlichung: 22. Dezember 2010 Verkäufe JP: + 272.653    |
| 2012 | Party Queen          | JP2 Gold · (22 Wo.)JP | Erstveröffentlichung: 21. März 2012 Verkäufe JP: + 148.290        |
| 2013 | Love Again           | JP1 Gold · (15 Wo.)JP | Erstveröffentlichung: 8. Februar 2013 Verkäufe JP: + 88.825       |
| 2014 | Colours              | JP5 (10 Wo.)JP | Erstveröffentlichung: 2. Juli 2014 Verkäufe JP: + 53.406          |
| 2015 | A One                | JP4 (17 Wo.)JP | Erstveröffentlichung: 8. April 2015 Verkäufe JP: + 52.816         |
| 2016 | M(a)de in Japan      | JP2 (10 Wo.)JP | Erstveröffentlichung: 29. Juni 2016 Verkäufe JP: + 40.092         |
| 2023 | Remember You         | JP6 (11 Wo.)JP | Erstveröffentlichung: 25. Januar 2023                             |

## Filmografie
| Jahr | Titel                                                           | Rolle          | Anmerkung                                             |
| ---- | --------------------------------------------------------------- | -------------- | ----------------------------------------------------- |
| 1993 | Twins Teacher (Film)                                            | Momo Tachibana |                                                       |
| 1993 | Battle Spirits Ryûko no Ken (Fernsehen) Battle Spirits 龍虎の拳 | Yuri Sakazaki  | Synchronsprecherin                                    |
| 1995 | Sumomo mo Momo (Film) すもも も もも                            | Kuriko         |                                                       |
| 1995 | Miseinen (Film) 未成年                                          | Hitomi Tabata  |                                                       |
| 1995 | Ladys Ladys!! Soucho Saigo no Hi (Film)                         |                |                                                       |
| 1995 | Nagisa no Sindbad (Film) 渚のシンドバッド                       | Kasane Aihara  |                                                       |
| 1996 | Kitto Dareka ni Au Tame ni (Fernsehen) きっと誰かに逢うために   |                | Auftritt in der Episode 9 – TV Tokyo                  |
| 1996 | Yami no Purple Eye (Fernsehen) 闇のパープルアイ                 |                |                                                       |
| 1996 | Gakko II (Film) 学校II                                          |                |                                                       |
| 2002 | Tsuki ni Shizumu (Film) 月に沈む                                | Minamo         | Sie sang auch das Titellied Voyage                    |
| 2003 | Namahoso wa Tomaranai (Tanpatsu) 生放送はとまらない!            | Sich selbst    |                                                       |
| 2006 | TalkAsia (Dokumentation)                                        | Sich selbst    | Englisches Interview mit CNN                          |
| 2007 | Kyo Ai: Distance Love (Kurzfilm) 距愛 ~Distance Love~           | Sich selbst    | Kurzfilm, der auf ihre Single Glitter / Fated basiert |

## Jährliche Umsätze
Die folgende Liste listet die jährlichen Umsätze auf, die Ayumi Hamasaki mit ihren verkauften Tonträgern erwirtschaften konnte. Die Platzierung erklärt den Rang der höchsten Umsätze für musikalische Tonträger der jeweiligen Jahre auf Japan bezogen.
| Jahr | Umsatz            | Platzierung | Quelle  |
| ---- | ----------------- | ----------- | ------- |
| 1999 | ¥15,7 Milliarden  | 5           | [ 104 ] |
| 2000 | ¥21,75 Milliarden | 1           | [ 105 ] |
| 2001 | ¥24,37 Milliarden | 1           | [ 105 ] |
| 2002 | ¥11,57 Milliarden | 2           | [ 105 ] |
| 2003 | ¥10,52 Milliarden | 1           | [ 105 ] |
| 2004 | ¥5,41 Milliarden  | 5           | [ 105 ] |
| 2005 | ¥6,9 Milliarden   | 4           | [ 105 ] |
| 2006 | ¥6,89 Milliarden  | 5           | [ 105 ] |
| 2007 | ¥7,05 Milliarden  | 2           | [ 105 ] |
| 2008 | ¥7,18 Milliarden  | 2           | [ 105 ] |
| 2009 | ¥3,43 Milliarden  | 9           | [ 105 ] |
| 2011 | ¥2,95 Milliarden  | 8           | [ 106 ] |